# Contopus pallidus
Contopus pallidus е вид птица от семейство Tyrannidae.

## Разпространение
Видът е разпространен в Ямайка.